# Zbigniew Promiński
Zbigniew Robert „Inferno” Promiński (ur. 30 grudnia 1978 w Tczewie) – polski muzyk, kompozytor, perkusista, gitarzysta oraz producent muzyczny. W 1995 roku dołączył do sopockiej grupy deathmetalowej Damnation, w której występował do 1997. Również w 1997 roku na zaproszenie Adama Darskiego dołączył do gdańskiej grupy Behemoth, z którą nagrał m.in. sześć albumów studyjnych. W 2010 roku wraz z grupą Behemoth otrzymał nagrodę polskiego przemysłu fonograficznego – Fryderyka w kategorii Album roku metal za wydawnictwo pt. Evangelion.
W 1998 roku wraz z muzykami Damnation założył brutal death metalową grupę Azarath, z którą do 2011 roku nagrał pięć albumów studyjnych. W latach 2000–2006 i ponownie od 2013 roku występuje w zespole Witchmaster. Promiński współpracował ponadto z blackmetalowymi grupami Christ Agony i Deus Mortem, gothic metalową Artrosis oraz death metalową Devilyn. W 2008 roku w plebiscycie magazynu Terrorizer został wybrany najlepszym perkusistą heavymetalowym.

## Życiorys

### Młodość
Zbigniew Robert Promiński urodził się 30 grudnia 1978 w Tczewie, gdzie również się wychował. W dzieciństwie uczęszczał do szkoły muzycznej I stopnia w klasie fortepianu, której jednak nie ukończył. Grą na perkusji zainteresował się na początku lat 90. XX wieku, inspirowany dokonaniami m.in. Krzysztofa Raczkowskiego, wieloletniego perkusisty grupy Vader, Pete’a Sandovala, członka Morbid Angel czy Dave’a Lombardo, członka Slayer. Przez dłuższy czas nie posiadał własnej perkusji, grał i ćwiczył samodzielnie w lokalnym Domu Kultury na sprzęcie firmy Polmuz.

### Działalność artystyczna

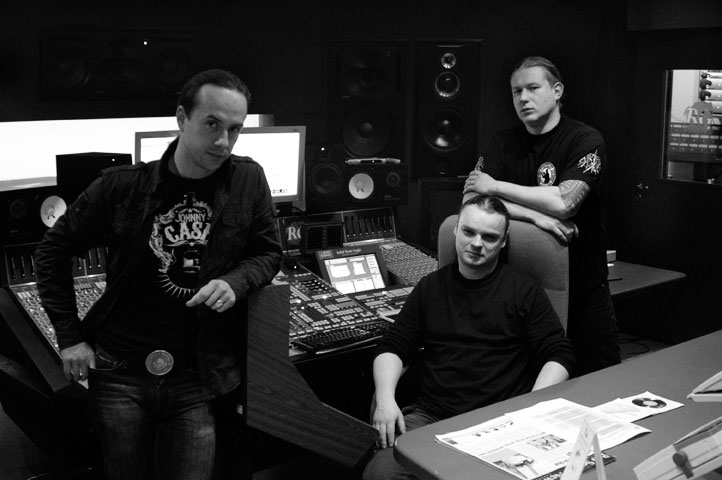
Od prawej: Zbigniew Robert Promiński podczas sesji nagraniowej albumu Behemoth The Apostasy w gdańskim RG Studio. (Od lewej Adam Darski oraz inżynier dźwięku Arkadiusz Malczewski)

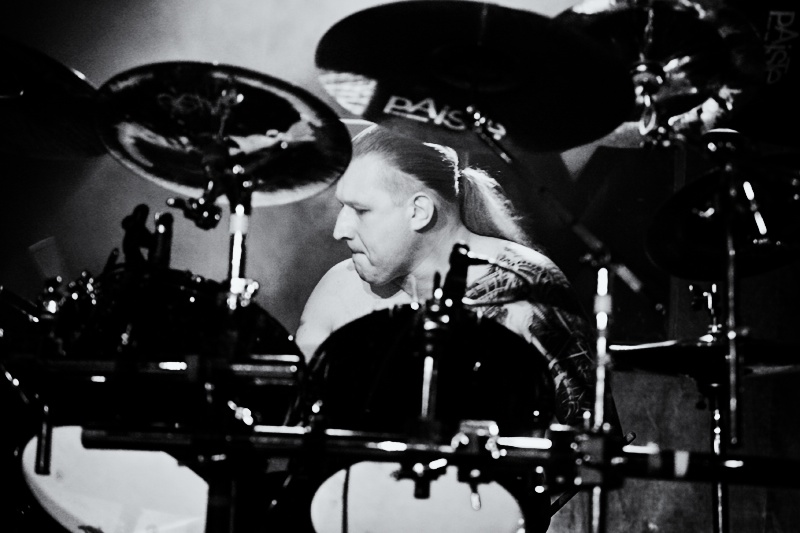
Zbigniew „Inferno” Promiński podczas koncertu wraz z zespołem Azarath we wrocławskim klubie Firlej 6 września 2011 roku

Jedną z pierwszych grup, do których należał Promiński była Delirium. Z zespołem dał swój pierwszy koncert w 1992 roku. Jednakże brak jest obecnie informacji o członkach i wydawnictwach zespołu.  
W 1995 roku na zaproszenie gitarzysty Bartłomieja „Barta” Szudka dołączył do sopockiej grupy deathmetalowej Damnation. W marcu 1996 roku w PJ Studios nagrał z zespołem album pt. Rebel souls, który ukazał się nakładem wytwórni Last Epitaph. Rok później ponownie w PJ Studios zrealizował minialbum Coronation. Wystąpił również w albumie Czarne zastępy – W hołdzie Kat w utworze pt. „Porwany Obłędem”. Już po odejściu Promińskiego z grupy w 2003 roku nakładem Conquer Records ukazała się kompilacja nagrań pt. Resurrection Of Azarath, na której znalazły się nagrania zrealizowane przez muzyka. Promiński o początkach w grupie Damnation: „Wiesz, ja wtedy byłem totalnie niedoświadczony. Graliśmy cały czas w domu kultury w Tczewie. Pewnego dnia zadzwonił (Bart, przyp.) i zapytał czy bym nie chciał pograć. W ogóle się nie zastanawiałem, pojechałem do Sopotu na próbę i tak zostało”.
W 1997 roku na zaproszenie Adam Darskiego dołączył do gdańskiej grupy Behemoth, która dzieliła salę prób z Damnation. Tego samego roku odbył z zespołem pierwsze koncerty podczas trasy w Niemczech oraz nagrał minialbum Bewitching the Pomerania. W 1998 roku zrealizował swój pierwszy album z Behemoth pt. Pandemonic Incantations, który ukazał się nakładem Solistitium Records. Kolejnym wydawnictwem był album Satanica. Niedługo po wydaniu płyty (w 1999) Promiński z zespołem wystąpił kilkadziesiąt razy, promując nowy materiał m.in. na festiwalu A Dragon’s Blaze Festival, trasach koncertowych we Francji, Hiszpanii i Anglii. W 2000 roku Behemoth nagrał album pt. Thelema.6 z licznymi partiami solowymi Promińskiego, wydany nakładem włoskiej wytwórni muzycznej Avantgarde Music. Wydawnictwo było promowane podczas koncertów na objazdowym festiwalu X-Mass Festivals, podczas których Behemoth występował z takimi grupami jak m.in. Morbid Angel, The Crown czy Dying Fetus.
W 2002 roku zrealizował album Zos Kia Cultus (Here and Beyond), który ponownie ukazał się nakładem Avantgarde Music. W 2004 roku nagrał siódmy album Behemoth pt. Demigod, który ukazał się nakładem Regain Records, natomiast trzy lata później nagrał ósmy album pt. The Apostasy. Sukces ostatniego wydawnictwa przyczynił się do podpisania przez zespół kontraktu z wytwórniami Nuclear Blast i Metal Blade Records. Promiński o Behemoth: „Mieliśmy próby w tej samej sali – Damnation i Behemoth, w szkole. Dziś też siedzimy w szkole”.
W 1998 roku wraz z muzykami Damnation – gitarzystą D. i basistą Brunem założył brutal death metalową grupę Azarath. Z zespołem nagrał cztery albumy studyjne: Demon Seed (2001), Infernal Blasting (2003), Diabolic Impious Evil (2006), które ukazały się nakładem Pagan Records oraz Praise the Beast (2009) wydana nakładem Agonia Records. W związku z licznymi koncertami grupy Behemoth, Promiński z grupą jedynie nagrywa i komponuje, podczas koncertów zastępuje go znany m.in. z występów we wrocławskiej grupie Lost Soul Adam Sierżęga. Promiński o Azarath: „Chodzą mi po głowie różne dźwięki. Potrafię znaleźć je na gryfie i chociaż marny ze mnie gitarzysta, to chciałbym te dźwięki zarejestrować i zrealizować się w tworzeniu czegoś własnego”.
W 2000 roku dołączył do zielonogórskiej grupy Witchmaster. W 2002 roku wraz z grupą nagrał album Masochistic Devil Worship, który ukazał się nakładem Pagan Records. W 2004 roku nagrał trzeci album studyjny grupy pt. Witchmaster, który ukazał się nakładem Agonia Records. W 2006 roku Promiński obciążony częstymi występami z Behemoth odszedł z grupy. Zastąpił go występujący m.in. w Spinal Cord Sebastian „Basti” Łuszczek. W 2013 roku Promiński ponownie dołączył do składu Witchmaster.

### Występy gościnne
W 2000 roku Promiński zagrał gościnnie na promo pochodzącej z Tarnowa deathmetalowej grupy Devilyn pt. Promo 2000. W 2001 roku na zaproszenie gothicmetalowej grupy Artrosis we wrocławskim studiu Fonoplastykon zagrał gościnnie na wznowieniach albumów Ukryty wymiar (2001) i W imię nocy (2001), które ukazały się nakładem katowickiej wytwórni Metal Mind Productions. Promiński o współpracy z grupą Artrosis: „Pochodzą z tego samego miasta, co Witchmaster. Ekipa bardzo mocno się kumplowała i potrzebowała perkusisty, który nagra im ścieżki żywych bębnów, bo jak wiadomo grali z automatem. A wtedy żyłem z Witchmaster w świetnej komitywie. Co mi więc szkodziło, by wsiąść do pociągu do Wrocławia i nagrać im te bębny, nie znając zupełnie materiału”.
W październiku 2010 roku Promiński wystąpił wraz z zespołem Decapitated w Gdyni. Muzyk zagrał na perkusji kompozycję „Conquer All” pochodzącą z repertuaru formacji Behemoth.

## Życie prywatne
Zbigniew Promiński jest miłośnikiem gier komputerowych z rodzaju MMORPG oraz zwierząt – wspiera schroniska dla zwierząt. W 2014 roku po raz drugi wstąpił w związek małżeński. Jego małżonka Marta zajmuje się malarstwem, jest autorką m.in. okładki do albumu Azarath – Saint Desecration. Wspólnym dziełem Zbigniewa i Marty Promińskich jest zrealizowany w 2021 r. projekt "Oneness", stanowiący interdyscyplinarną syntezę muzyki i malarstwa.  
Rodzice Promińskiego poznali się w szkole, występowali oboje w szkolnym zespole – ojciec grał na perkusji, natomiast jego matka śpiewała. Zainteresowanie muzyką u ojca nie miało jednak wpływu na rozpoczęcie nauki gry na instrumencie przez Zbigniewa.

## Instrumentarium

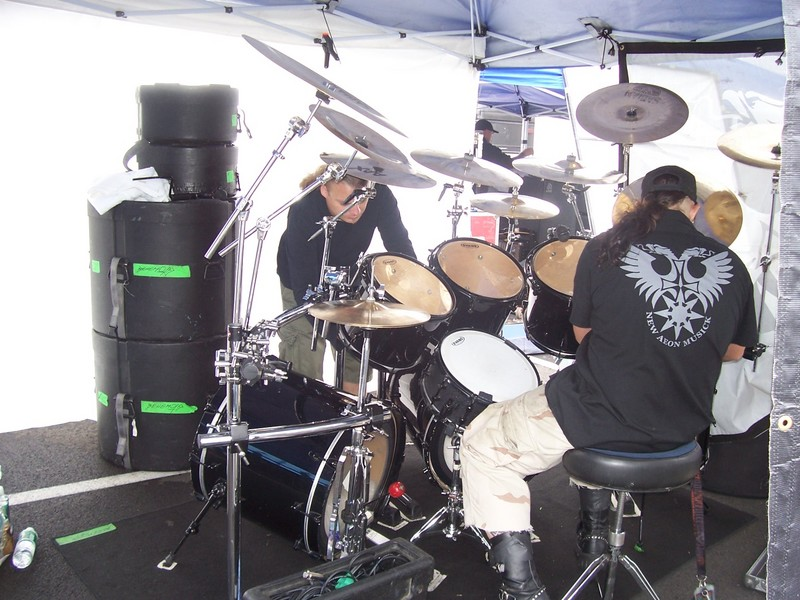
Zestaw perkusyjny Promińskiego przygotowywany do występu wraz z grupą Behemoth podczas objazdowego festiwalu Ozzfest w Stanach Zjednoczonych w 2007 roku

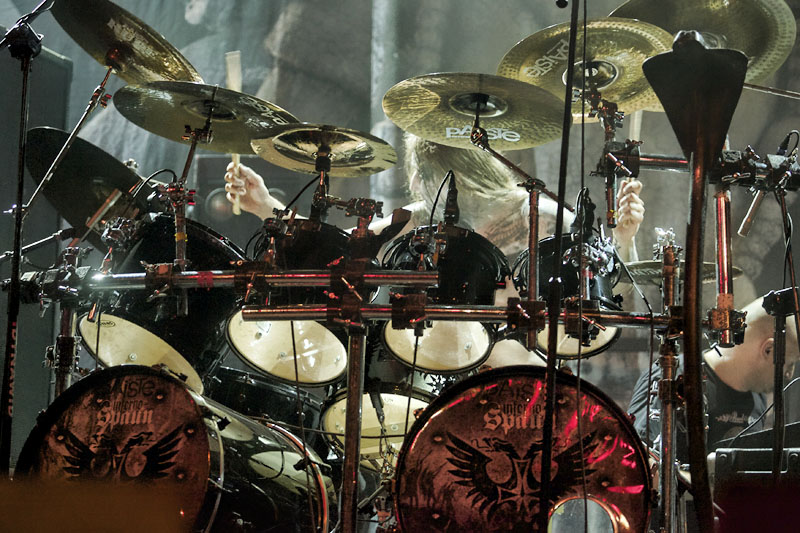
Zbigniew „Inferno” Promiński podczas koncertu wraz z zespołem Behemoth na festiwalu Castle Party 1 sierpnia 2010

Promiński od 2014 roku gra na bębnach firmy Pearl. Wcześniej, w latach 2004–2014 grał na zestawie amerykańskiej manufaktury Spaun Drums z serii Custom o wykończeniu Piano Black Lacquer. W 2008 roku do produkcji został wprowadzony sygnowany przez muzyka klonowo-brzozowy werbel Spaun, o wymiarach 8x14 cali z odlewanymi obręczami. Do 2010 roku grał na talerzach perkusyjnych Sabian, serie AAX, AA i HHX. Od 2010 roku współpracuje z firmą Paiste, która zaopatruje muzyka w talerze perkusyjne. Promiński używa ponadto pedałów perkusyjnych Monolit Czarcie Kopyto.
Muzyk posiada dwa identyczne zestawy perkusyjne: jeden w Stanach Zjednoczonych, drugi zaś w Polsce, co uwarunkowane jest wysokimi kosztami transportu instrumentu. W poprzednich latach grał na perkusjach takich firm jak: Polmuz, Amati, Szpaderski, Tama oraz Yamaha (model Stage custom).
| Bębny Pearl Masterworks - 2x 22” x 18” Bass Drum - 8” x 8” Tom - 10” x 9” Tom - 12” x 10” Tom - 13” x 11” Tom - 14” x 12” Tom - 6” x 15” Rocket Tom - 6” x 18” Rocket Tom - 16” x 16” Floor Tom - 18” x 16” Floor Tom - 7" x 14” Eric Singer Signature Snare - 7" x 14” Pearl Reference Snare Pedały perkusyjne - Monolit Czarcie Kopyto Elektronika - Alesis DM5 (moduł perkusyjny) - Korg D888 (rejestrator twardodyskowy) - Shure E5 (słuchawki) |  | Talerze perkusyjne Paiste - Rude Mega Bell Eclipse ride 24" - Rude Wild hi-hat 14" - Rude Wild crash 17" - Rude Wild crash 18" - Rude Wild Crash 19" - Rude Novo China 18" - Rude Novo China 20" - Rude China 20" - Mega Cup Chime 13" - Wild China 2002 series15" Pałki perkusjne firmy Vic Firth - American Classic 5B |  | Naciągi i osprzęt Evans - GMAD Clear - EQ3 Reso Black - HD Dry Snare Head - 300 Snare Side Head - G2 Coated Snare Head - G1 Clear - Aramid Fiber Bass Drum Patch - Magnetic Head Drum Key - RealFeel Practice Pads - B1420 Blaster Series Snare Wire |

## Dyskografia
| Behemoth - Bewitching the Pomerania (EP, 1997, Solistitium Records) - Pandemonic Incantations (1998, Solistitium Records) - Satanica (1999, Avantgarde Music) - Originators of Northern Darkness – A Tribute to Mayhem (2001, Avantgarde Music) - Thelema.6 (2000, Avantgarde Music) - Live Eschaton (2000, VHS, Metal Mind Records) - Antichristian Phenomenon (EP, 2000, Avantgarde Music) - Zos Kia Cultus (Here and Beyond) (2002, Avantgarde Music) - Conjuration (EP, 2003, Regain Records) - Demigod (2004, Regain Records) - Crush.Fukk.Create. Requiem for Generation Armageddon (2004, DVD, Regain Records) - Slaves Shall Serve (EP, 2005, Regain Records) - Demonica (2006, Regain Records) - The Apostasy (2007, Regain Records) - At The Arena ov Aion – Live Apostasy (2008, Regain Records) - Ezkaton (EP, 2008, Regain Records) - Evangelion (2009, Nuclear Blast Records, Metal Blade Records) - Evangelia Heretika (2010, DVD, Nuclear Blast, Metal Blade) - Abyssus Abyssum Invocat (2011, Peaceville Records) - Blow Your Trumpets Gabriel (EP, 2013, New Aeon Musick) - The Satanist (2014, Nuclear Blast Records, Metal Blade Records) - I Loved You at Your Darkest (2018, Nuclear Blast Records, Metal Blade Records) |  | Witchmaster - Masochistic Devil Worship (2002, Pagan Records) - Witchmaster (2004, Agonia Records) - Antichristus ex utero (2014, Osmose Productions) Damnation - Rebel Souls (1996, Last Epitaph) - Coronation (1997, Last Episode) - Czarne zastępy – W hołdzie Kat (1998, Pagan Records) - Resurrection of Azarath (2003, Conquer Records) Deus Mortem - Darknessence (EP, 2011, Witching Hour Productions) - Emanations of the Black Light (2013, Strych Promotions) Pozostałe - Devilyn – Promo 2000 (2000, wydanie własne, gościnnie: perkusja) - Artrosis – Ukryty wymiar (2001, Metal Mind Records, gościnnie: perkusja) - Artrosis – W imię nocy (2001, Metal Mind Records, gościnnie: perkusja) - Christ Agony – NocturN (2011, Mystic Production, gościnnie: perkusja) - Nomad – Tetramorph (EP, 2015, Witching Hour Productions, gościnnie: perkusja) |

## Telewizja
- Dzień dobry TVN (2009, 2010, TVN, magazyn poranny)
- Pytanie na śniadanie (2010, TVP2, magazyn poranny)

## Nagrody i wyróżnienia
| 2005 | Album roku – rock/metal (Behemoth – Demigod)                               | Nominacja |
| 2008 | Album roku – rock/metal (Behemoth – The Apostasy)                          | Nominacja |
| 2009 | Album roku – heavy metal (Behemoth – At The Arena ov Aion – Live Apostasy) | Nominacja |
| 2010 | Wydawnictwo Specjalne Najlepsza Oprawa Graficzna (Behemoth – Evangelion)   | Nominacja |
| 2010 | Album Roku Heavy Metal (Behemoth – Evangelion)                             | Nagroda   |
| 2010 | Produkcja Muzyczna Roku (Behemoth – Evangelion)                            | Nominacja |
| 2010 | Grupa Roku (Behemoth)                                                      | Nominacja |
| 2010 | Wideoklip Roku (Behemoth – „Ov Fire And The Void”)                         | Nominacja |
| 2011 | Wideoklip Roku (Behemoth – „Alas, Lord Is Upon Me”)                        | Nominacja |
| 2012 | Wideoklip Roku (Behemoth – „Lucifer”)                                      | Nominacja |

| Pozostałe nagrody | Pozostałe nagrody                                       | Pozostałe nagrody                          | Pozostałe nagrody | Pozostałe nagrody |
| Rok               | Kategoria                                               | Nagroda                                    | Nota              |                   |
| ----------------- | ------------------------------------------------------- | ------------------------------------------ | ----------------- | ----------------- |
| 2005              | Best underground band (Behemoth)                        | Metal Hammer Golden Gods Awards            | Nominacja         |                   |
| 2009              | Muzyka popularna (Behemoth)                             | Paszport Polityki                          | Nominacja         |                   |
| 2009              | Best underground band (Behemoth)                        | Metal Hammer Golden Gods Awards            | Nagroda           |                   |
| 2010              | Best underground band (Behemoth)                        | Revolver Golden Gods Awards                | Nominacja         |                   |
| 2010              | Artysta Roku 2010 (Behemoth)                            | Plebiscyt Onet.pl                          | Nagroda           |                   |
| 2011              | Najbardziej Inspirujący Polski Perkusista Wszech Czasów | Plebiscyt Magazynu Perkusista i Music Info | 5. miejsce        |                   |
| 2012              | Perkusista roku 2011                                    | Pure Fucking Metal Awards, 2011            | 2. miejsce        |                   |
| 2013              | Perkusista roku 2012                                    | Pure Fucking Metal Awards, 2012            | 2. miejsce        |                   |